# Торибио
Торибио (исп. Toribío) — город и муниципалитет на юго-западе Колумбии, на территории департамента Каука. Входит в состав Восточной провинции.

## История
Поселение, из которого позднее вырос город, было основано 3 января 1600 года. Муниципалитет Торибио был выделен в отдельную административную единицу в 1892 году.

## Географическое положение

Муниципалитет Торибио

Город расположен в северо-восточной части департамента, в горной местности Центральной Кордильеры, на расстоянии приблизительно 60 километров к северо-востоку от города Попаян, административного центра департамента. Абсолютная высота — 1700 метров над уровнем моря.
Муниципалитет Торибио граничит на севере с территорией муниципалитета Коринто, на северо-западе — с муниципалитетом Калото, на юго-западе — с муниципалитетом Хамбало, на востоке и юго-востоке — с муниципалитетом Паэс, на северо-востоке — с территорией департамента Толима. Площадь муниципалитета составляет 412 км².

## Население
По данным Национального административного департамента статистики Колумбии, совокупная численность населения города и муниципалитета в 2015 году составляла 29 187 человек.
Динамика численности населения муниципалитета по годам:
| 2005   | 2006   | 2007   | 2008   | 2009   | 2010   | 2011   | 2012   | 2013   | 2014   | 2015   |
| ------ | ------ | ------ | ------ | ------ | ------ | ------ | ------ | ------ | ------ | ------ |
| 26 512 | 26 695 | 26 915 | 27 157 | 27 408 | 27 672 | 27 958 | 28 253 | 28 561 | 28 872 | 29 187 |

Согласно данным переписи 2005 года мужчины составляли 51,3 % от населения Торибио, женщины — соответственно 48,7 %. В расовом отношении индейцы составляли 96,2 % от населения города; белые и метисы — 3,6 %; негры, мулаты и райсальцы — 0,2 %.
Уровень грамотности среди всего населения составлял 79,4 %.

## Экономика
Большинство населения занято в сельском хозяйстве.
62 % от общего числа городских и муниципальных предприятий составляют предприятия торговой сферы, 19,3 % — предприятия сферы обслуживания, 18,1 % — промышленные предприятия, 0,6 % — предприятия иных отраслей экономики.